# Rådingen
Rådingen är en sjö i Västerviks kommun i Småland och ingår i Botorpsströmmens huvudavrinningsområde.